# Albinisme
L'albinisme és un trastorn genètic en què hi ha una absència congènita total o parcial de pigment dels ulls, pell i pèl als éssers humans i animals. És un defecte congenital en la biosíntesi de la melanina.
En els humans afectats, es caracteritza pel fet que tenen el pèl blanc, els ulls clars i la pell blanca lleugerament rosada. També es dona en els vegetals, on manquen altres compostos com els carotens. És hereditari; apareix amb la combinació dels dos pares portadors del gen recessiu. Té una prevalença de 1/20.000 fins a 1/10.000 en certes regions d'Àfrica.

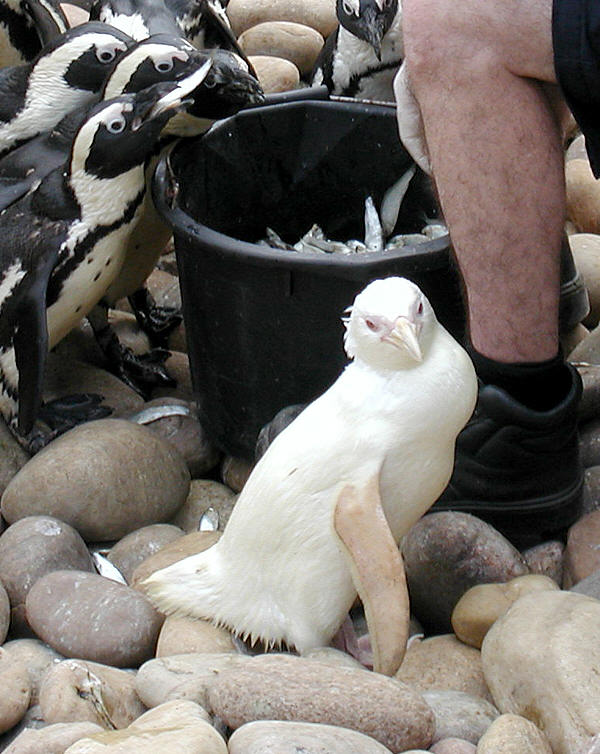
Pingüí del Cap (Spheniscus demersus) albí

Per l'absència de pigment, la pell no té cap o gaire protecció contra el sol, i així s'augmenta el risc d'insolació i, a llarg termini, de càncers de la pell. Per la poca pigmentació de l'iris, la visió és deficient. Mitjançant protecció i ulleres o lents adequats, la gran majoria dels afectats poden tenir una vida i una salut normal. Aquesta malaltia es pot donar de diferents formes: l'albinisme parcial (albinisme ocular) i l'albinisme total (albinisme oculocutani).
La falta de respecte per l'entorn social, pot causar problemes psicosocials secundaris. Com qualsevol grup amb una diferència, l'albinisme pot ser una causa de discriminació i, en certes comunitats, de persecució per part d'una majoria que es considera a ella mateixa com «normal». En zones on la majoria de les persones tenen una pell blanca, molts albins poden passar inapercebuts. A l'Àfrica, el contrast és més important i una font de superstició, discriminació i, fins i tot, d'abandó de nens poc després de néixer o d'assassinat d'adults. En algunes zones es considera que la falta de pigmentació és per una maledicció familiar. En altres països com el Malawi s'atorguen poders màgics a les extremitats dels albins, una causa d'assassinats rituals i d'un comerç lúgubre. Amnistia Internacional hi critica la manca de motivació de la policia per investigar i advoca una millora protecció de la part de l'estat.
No s'ha de confondre l'albinisme amb el leucisme, que és el contrari d'un melanisme. Al cas de leucisme, no hi ha cap mena de sensibilitat incrementada a la llum solar. També és diferent del vitiligen, que només causa unes taques blanques localitzades i envoltades de pell amb pigmentació normal.

## Unes comunitats amb prevalença particular
A Argentina, a la petita i aïllada localitat muntanyenca de Aicuña, a l'oest de la província argentina de La Rioja, es registra una prevalença elevada d'albinisme oculocutani, un fenomen produït per la consanguinitat.
L'illa de Puerto Rico té una gran concentració d'albinisme. Dels 13 tipus d'albinisme que s'han descrit, se'n troben set a Puerto Rico, on un de cada 2000 habitants té algun tipus d'albinisme. La síndrome d'Hermansky-Pudlak és l'albinisme de major prevalença a l'illa, amb una prevalença d'un per 1800 habitants. A l'àrea nord de l'illa, 1 per 21 habitants és portador del gen, mentre que a l'àrea centre-sud 1 per 36 el porta.